# Dihelus philippinus
Dihelus philippinus là một loài tò vò trong họ Ichneumonidae.